# Alfredo Rosso
Alfredo Rosso (Buenos Aires, 6 de noviembre de 1954) es un reconocido periodista y presentador argentino.
Actualmente conduce La Casa del Rock Naciente en Rock & Pop, Figuración en Nacional Rock y La Trama celeste en  Am750.

## Biografía

### Inicios
Comenzó su carrera en el periodismo en 1975 en la revista Pinapy posteriormente formó parte El Expreso Imaginario, dedicándose al rubro que caracterizaría su extensa trayectoria: la música y especialmente el rock.
En paralelo trabajó en la industria discográfica, puntualmente y en distintas etapas, para Music Hall, BMG, Sony Music, EMI Odeón y Warner Music.
En 1980 comenzó a trabajar en radio, específicamente musicalizador primero en Radio Rivadavia y luego en Rock & Pop.

### Consagración
Logró el reconocimiento durante los años 90, al frente de La Casa del Rock Naciente, una sección de ¿Cuál es? en Rock & Pop, que por su éxito se convirtió en un programa semanal al aire de la misma emisora.
Ya como un importante actor del ámbito de la difusión musical en Argentina, en 2004 fue convocado por BBC para realizar un programa especial sobre la música de su país.
Además ha dictado numerosas conferencias y seminarios sobre rock argentino, por ejemplo en la Universidad de Belgrano, en Estudio Urbano y en el espacio de arte Artilaria.

## Trayectoria en la escritura

### Prensa
- El Expreso Imaginario
- Revista Pinap
- Pelo
- El País
- Revista Rock & Pop
- Revista 13/20
- El Musiquero
- Billboard
- Rolling Stone
- Revista Noticias
- Suplemento Si (Clarín)
- Suplemento Rock (La Nación)
- Suplemento No (Página/12)
- Suplemento Radar (Página/12)
- Viva

### Libros
- Rosso, Alfredo (2007). Bob Marley para principiantes. Buenos Aires: Longseller. ISBN 9789875551862.

## Trayectoria en medios audiovisuales

### Radio
Radio Rivadavia
- Lado B

Radio La Red
- La Mano

Rock & Pop
- ¿Cual es?[4]
- La Casa del Rock Naciente[5]
- Vino Rosso

Nacional Rock
- Rosca izquierda[6]
- Al costado del camino
- Figuración

Radio UBA
- Truco Gallo

Radio Nacional
- Figuración[7]

Radio AM 750
- La Trama celeste[8]

### Televisión
Volver
- Volver Rock[9]

Much Music
- Vinilo: La historia del Rock[10][11]

Cablevisión
- Especial sobre Live Licks de The Rolling Stones
- Especial sobre Don't Believe the Truth de Oasis

## Discografía

### Álbumes recopilatorios
- 2000: La Casa del Rock Naciente (Selección de canciones)[12]

## Premios y distinciones
- 1995: Premios Konex - Música popular - Alfredo Rosso - Distinguido como jurado
- 1997: Premios Konex - Música popular - Alfredo Rosso - Distinguido con Diploma al Mérito
- 2005: Premios Konex - Música popular - Alfredo Rosso - Distinguido como jurado
- 2015: Premios Konex - Música popular - Alfredo Rosso - Distinguido como jurado
- 2023: Personalidad destacada de la cultura  - CABA[13]